# 余姚斜桥邵家
余姚邵氏家族，为清朝末年民国初年浙江、上海的著名官宦家族。出自浙江余姚，后移居北京、上海及北美。
参见：
- 夢斷斜橋——斜橋邵府五代傳奇 （页面存档备份，存于）
- 百年前上海第一家 -- 斜桥邵家

## 家族特色
斜桥邵家是清朝著名的“寺卿家族”，其中邵灿遍历清廷各大寺卿（鴻臚寺卿、光祿寺卿、太常寺卿、大理寺卿）及水运总督（漕运总督、河道总督），终内阁学士。其长子邵曰濂也历任光祿寺卿、太常寺卿。次子邵友濂对台湾近现代历史有不可磨灭之影响，台北即在其任上确定为台湾首府。

## 家族成员列表
- 邵灿，咸丰年间巨宦，漕运总督
  - 邵曰濂（？--1901年），同治七年进士，光禄寺卿、太常寺正卿。
    - 邵济

  - 次子早殇
  - 邵友濂（？--1901年），同治四年舉人，俄羅斯欽差大臣，湖南巡撫，臺灣巡撫，官至正一品。妻柴氏
    - 邵頤：輪船招商局督辦 == 元配李氏（李鴻章六弟李昭慶之三女），繼室史氏
      - 邵畹香==蒯景生（合肥蒯光典之後）

    - 邵恒 == 盛樨蕙（盛宣怀第四女）
      - 邵洵美（邵雲龍）== 盛佩玉（盛宣懷長子盛昌頤之第五女）。邵洵美，過繼给邵頤，出版家、文學家。
        - 邵祖丞（前妻帶子改嫁）
        - 邵綃红（女）==夏照壁，口腔科醫師，著有《我的爸爸邵洵美》
          - 夏農

        - 邵小玉（女）
        - 邵小珠（女）==方平（翻譯家）
        - 邵小燕（女）
        - 邵小羅

      - 邵雲鵬==王氏
      - 邵雲芝（女）（居美）
      - 邵雲駿
        - 邵小蘭，中醫

      - 邵雲麒==許雲
        - 邵林，收藏家
          - 邵宛澍，作家、美食家、翻译家，笔名“梅玺阁主”，曾任美国商务部驻远东及太平洋地区系统主管，获得美国商务部最高之青铜勋章，现寓居洛杉矶帕萨迪那

      - 邵雲麟（邵式軍） == 蔣冬榮（蔣尊簋之女）。蔣尊簋：浙江都督，孙中山大元帥府参謀總長
        - 邵立==蔣文姬
          - 邵宛譽

        - 邵蓓蒂

      - 邵雲驤==邵藹令

军]]） == 蒋冬荣（蒋尊簋之女）。蒋尊簋：浙江都督，孙中山大元帅府参谋总长
- -     -       - 邵云骧